# Marcelino Sión Castro
Marcelino Sión Castro (n. 27 de noviembre de 1957) es un Maestro Internacional de ajedrez español.

## Resultados destacados en competición
Fue subcampeón de España en el año 1990 por detrás de Jordi Magem Badals.
Participó representando a España en las Olimpíadas de ajedrez de 1990 en Novi Sad.

## Otras actividades ajedrecísticas
Es el director del Torneo de Ajedrez Magistral de León.